# 室戸市消防本部
室戸市消防本部（むろとししょうぼうほんぶ）は、高知県室戸市の消防部局（消防本部）。東洋町の消防事務を受託している。

## 管内の現況
- 管内の人口 - 14,191人
  - 室戸市 - 11,974人
  - 東洋町 - 2,217人

2020年（令和2年）1月1日現在
- 管内世帯数 - 7,307世帯
  - 室戸市 - 6,049世帯
  - 東洋町 - 1,258世帯

2020年（令和2年）1月1日現在
- 管内の面積 - 322.24km2
  - 室戸市 - 248.22km2
  - 東洋町 - 74.02km2

2020年（令和2年）1月1日現在

## 組織
- 消防長（消防司令長）
  - 消防次長
    - 総務班
    - 予防班
    - 警防班
    - 救急・救助班
    - 室戸市消防署
      - 東洋出張所

2019年（平成31年）4月1日現在

## 消防署等
| 消防署       | 所在地                 | 出張所                                  |
| ------------ | ---------------------- | --------------------------------------- |
| 室戸市消防署 | 高知県室戸市室津12番地 | 東洋：高知県安芸郡東洋町大字生見26番地1 |